# コトヴェール
株式会社コトヴェール（英称:COTEAU VERT Co.,LTD.）は、東京都中央区に本社を置く、セキュリティ製品の開発、販売、コンサルタント業務などを行う会社である。
ノイズ対策アダプタや、ノイズ対策ケーブル、個人情報漏洩防止システムなどの開発・発売を主な事業としている。

## 沿革
- 1993年（平成5年）6月 ‐ 会社設立。
- 1998年（平成10年）5月 ‐ 三菱電機の関連会社である菱北電子株式会社と提携し、「μDISC Flex Filter」の製造を委託。
- 1999年（平成11年）1月 ‐ 菱北電子株式会社と共同で「μDISC Flex Filter」をレーザーによって量産化。
- 2001年（平成13年）
  - 9月 ‐ 東京都中央区勝どきへ本社を移転。
  - 11月 ‐ PCディスプレイ用ノイズ対策ケーブル「TGC」（タッピングガードケーブル）を発売。
- 2002年（平成14年）11月 ‐ USB用ノイズ対策アダプタ「TGA］（タッピングガードアダプタ）を発売。
- 2003年（平成17年）5月 ‐ 漏洩電磁波を大幅に抑制したパソコン「LEP-770E」を発売。
- 2005年（平成17年）8月 ‐ 個人情報の漏洩を防ぐシステム「タッピングガードシリーズ」を発売。
- 2008年（平成20年）4月 ‐ 漏洩電磁波を抑制したDVIモニターケーブル「LEC-DVI」を発売。

## 主な加入団体
- 新情報セキュリティ技術研究会
- 東京商工会議所（資源・エネルギー部会）

## 主な取引先

### 仕入先
- NTTアドバンステクノロジ株式会社

### 製造委託先
- 菱北電子株式会社
- 東京特殊電線株式会社

### 取引銀行
- 三菱UFJ銀行
- みずほ銀行
- 三井住友銀行
- りそな銀行
- あおぞら銀行
- 横浜銀行
- 商工組合中央金庫